# 正月十七
正月十七，农历正月第十七天。也是過年結束的標誌稱為破春

## 大事记
- 明朝景泰八年，明英宗发动夺门之变并复皇帝位。

## 逝世
- 1913年2月22日（農曆癸丑年正月十七），隆裕太后于北京紫禁城太極殿逝世。

## 参看
- 日历
- 正月十五 - 正月十六 - 正月十七 - 正月十八 - 正月十九
- 腊月十七 - 正月十七 - 二月十七
- 正月 - 二月 - 三月 - 四月 - 五月 - 六月 - 七月 - 八月 - 九月 - 十月 - 十一月 - 腊月
- 公历1月17日